# Bela Vista (Cariacica)
Bela Vista é um bairro localizado na região 7 do município de Cariacica, Espírito Santo, Brasil.

## Características
O bairro possui uma quadra esportiva, uma escola estadual, um posto de saúde, comércio e diversas igrejas.
Tem infra-estrutura de água, esgoto, eletricidade e coleta regular de lixo pela PMC (Prefeitura Municipal de Cariacica).
É servido de transporte rodoviário, com disponibilidade de diversas linhas de ônibus ligando o bairro à Capital e aos demais municípios da Região Metropolitana da Grande Vitória.

## Religião
- Igreja Católica Sagrado Coração de Jesus - Paróquia Jesus Libertador
- Igreja Adventista do Sétimo Dia
- Igreja do Evangelho Quadrangular
- Igreja Assembléia de Deus
- Igreja Cristã Maranata
- Igreja Batista
- Igreja Pentecostal Armadura de Deus

## Bairros limítrofes
- Castelo Branco
- Rio Marinho
- Valparaíso
- Santa Catarina